# John Fitzwilliam (2e comte Fitzwilliam)
John Fitzwilliam, 2e comte Fitzwilliam (vers 1685 - 28 août 1728) de Milton, près de Peterborough, est un pair et homme politique anglais qui siège à la Chambre des communes de 1710 à 1728. La pairie est dans la pairie d'Irlande.

## Biographie
Fitzwilliam est le seul fils survivant de William Fitzwilliam (1er comte Fitzwilliam) et de son épouse Anne Cremer, fille d'Edmund Cremer de West Winch (Norfolk).
Il est élu député de Peterborough lors des élections générales de 1710 et conserve son siège en 1713. Il est réélu sans opposition aux élections générales de 1715. Le 17 septembre 1718, il épouse Anne Stringer et, en 1719, il succède à son père comme second comte Fitzwilliam. Toutefois, s'agissant d'une pairie irlandaise, le droit de siéger à la Chambre des communes n'est pas affecté. Il est réélu député de Peterborough aux élections générales de 1722 et 1727.
Il hérite de son père de Milton Hall près de Peterborough (en 1719) et développe les écuries, le parc et les jardins.
Fitzwilliam meurt de fièvre le 28 août 1728. Lui et sa femme ont quatre enfants. Son fils aîné, William Fitzwilliam (3e comte Fitzwilliam), lui succède dans ses titres et ses domaines.